# Károly Nagy Fundación Astronómica de Utilidad Pública
El mayor objetivo de la fundación, que fue establecido en 2007, en Hungría, es llegar a conocer y familiarizar con la obra de vida del químico, matemático y astrónomo Károly Nagy. También es objetivo dar conocemientos sobre la astronomía y sobre las exploraciones del cosmos. Además, la fundación se ocupa con la rehabilitación cultural de la antigua hacienda y sus edificios que habían pertenecido a Károly Nagy. Para que alcance sus metas, la fundación colabora con el ayuntamiento de Bicske, la Sociedad Astronómica Húngara, la Biblioteca Károly Nagy, la Oficina de la Protección de las Herencias Culturales y con otras organizaciones.
La fundación convoca proyectos en interés de investigar la vida, la hacienda, los instrumentos etc. de Károly Nagy y para que sus objetivos sean cumplidos organiza lecturas astronómicas sobre la historia de la astronomía y la exploración del cosmos por todo el país, tanto como organiza
exhibiciones telescopios.